# Гречко, Андрей Вячеславович
Андре́й Вячесла́вович Гречко (род. 9 января 1975, Москва) — российский учёный, врач высшей категории, доктор медицинских наук, профессор, академик Российской академии наук, директор Федерального научно-клинического центра реаниматологии и реабилитологии, Почётный работник науки и высоких технологий Российской Федерации, член экспертного совета по здравоохранению Совета Федерации Федерального Собрания Российской Федерации. Лауреат Премии Правительства Российской Федерации 2023 года в области науки и техники.

## Биография
А. В. Гречко родился 9 января 1975 года в городе Москва, РСФСР, СССР. В 1998 году с отличием окончил лечебный факультет Московского медицинского стоматологического института им. Н. А. Семашко, в том же году поступил в клиническую ординатуру института. В 2000 году защитил диссертацию на соискание учёной степени кандидата медицинских наук.
В 2004 году защитил диссертацию на соискание учёной степени доктора медицинских наук.
С 2000 по 2004 год работал преподавателем кафедры дерматовенерологии Московского государственного медико-стоматологического университета. С 2004 по 2007 год работал в Министерстве здравоохранения и социального развития Российской Федерации начальником отдела повышения структурной эффективности.
С 2007 по 2009 год работал главным врачом поликлиники № 2 Главного управления внутренних дел по городу Москве. С 2008 года является профессором Первого Московского государственного медицинского университета имени И. М. Сеченова.
С 2009 по 2011 год работал главным врачом в Центральной клинической больнице Министерства внутренних дел Российской Федерации. С 2011 по 2012 год занимал должность начальника Управления медицинского обеспечения МВД РФ. С 2013 по 2016 год работал директором Федерального научного лечебно-реабилитационного центра Российской академии медицинских наук.
В 2015 году А. В. Гречко было присвоено звание профессора Российской академии наук. С 2016 года А. В. Гречко — директор ФГБНУ «Федеральный научно-клинический центр реаниматологии и реабилитологии».
А. В. Гречко является членом редколлегий журналов «Анестезиология и реаниматология», «Общая реаниматология», «Физическая и реабилитационная медицина, медицинская реабилитация».
В ноябре 2019 года был избран членом-корреспондентом Российской академии наук.
29 января 2024 года зарегистрирован как доверенное лицо кандидата на должность Президента Российской Федерации Владимира Владимировича Путина.
В мае 2025 года был избран академиком Российской академии наук.

## Научная деятельность

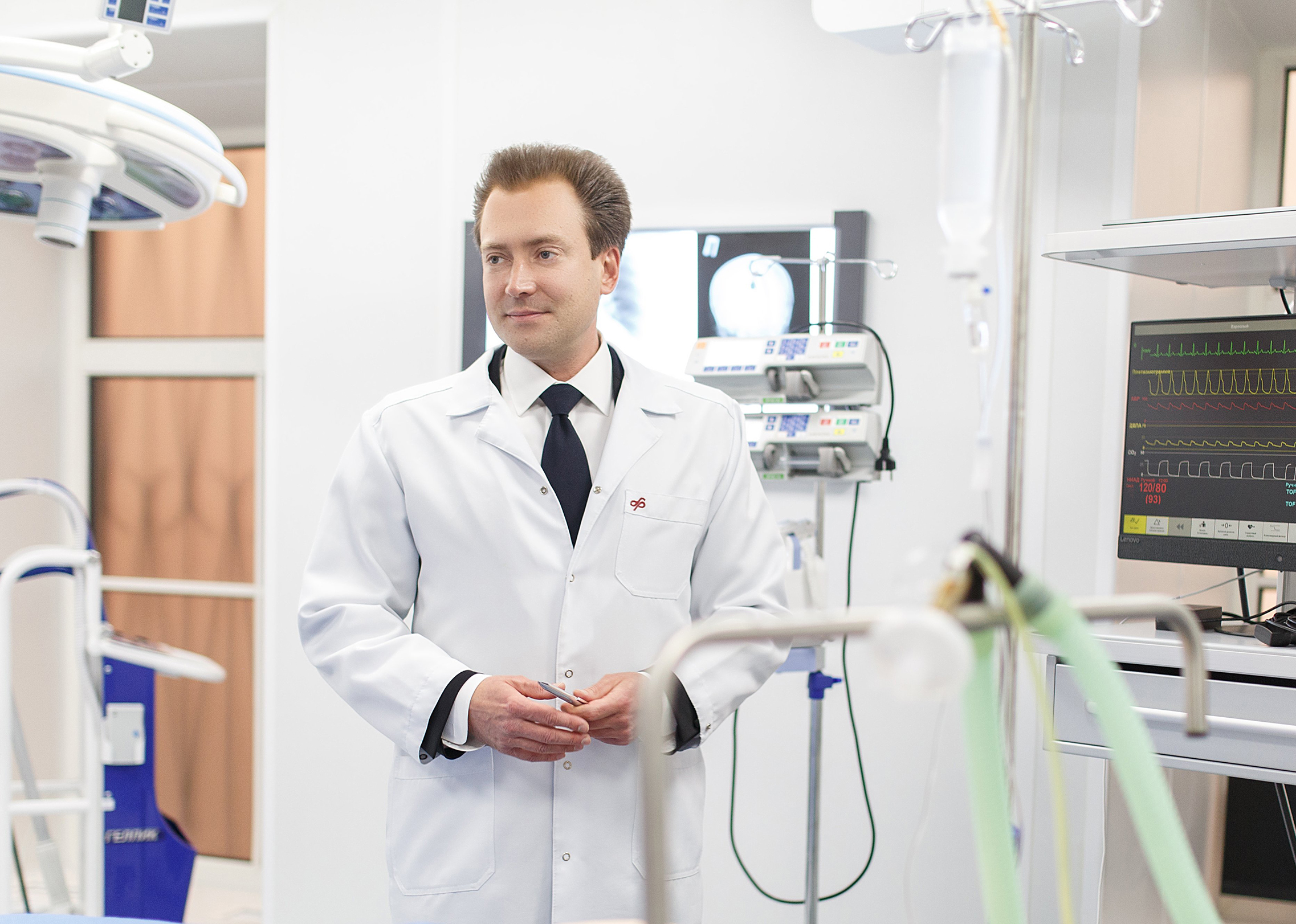
А. В. Гречко в лаборатории изучения перспективных симуляционных технологий ФНКЦ РР

А. В. Гречко — создал и возглавил новое научно-клиническое направление — ранняя медико-социальная реабилитация пациентов с тяжелыми повреждениями головного мозга, нуждающихся в замещении жизненно важных функций; развивает новое научное направление в клинической медицине — внедрение реабилитации в отделениях реанимации и интенсивной терапии; организует апробирование новых способов диагностики, лечения и реабилитации пациентов с тяжелым повреждением головного мозга на разных этапах коматозного и посткоматозного периода.